# Cartella infermieristica
La cartella infermieristica, ai sensi della attuale legge italiana, è un documento, redatto su supporto cartaceo e/o informatico, atto a contenere la registrazione dei dati e l'insieme dei documenti di pertinenza infermieristica sul caso/utente. 

## Disciplina normativa
Formalmente riconosciuta dall'art. 69 del D.P.R. 384/90, viene giuridicamente considerata come un atto pubblico. Infatti l'infermiere, a seguito del riconoscimento dell'autonomia professionale prima col DM 739 del 1994, e successivamente con la legge 42 del 1999, compilando una documentazione con valenza probatoria è considerato un pubblico ufficiale (qualora sia dipendente del servizio pubblico e durante il turno di lavoro, essendo il rapporto di subordinazione o dipendenza con l'Ente pubblico condicio sine qua non per l'attribuzione della qualifica di pubblico ufficiale - Cass., Sez. Pen. II, n. 90/186692). Difatti, in precedenza gli infermieri erano considerati come professione sanitaria ausiliaria, cosa che viene definitivamente abolita nel 1999, con l'abrogazione del mansionario e l'eliminazione della distinzione fra professioni sanitarie e professioni sanitarie ausiliarie. L'infermiere, in sintesi, compilando la cartella infermieristica compila un atto pubblico che ha validità giuridica, quindi è da considerarsi pubblico ufficiale. 
La cartella infermieristica è parte integrante della cartella clinica, in quanto completa la documentazione sanitaria dell'utente/cliente, e andrà ricongiunta con l'archiviazione, a cura del coordinatore infermieristico (ex caposala), responsabile della conservazione e dell'archiviazione in loco dei documenti.

## Caratteristiche e contenuto
Certifica e organizza con logica ed efficacia tutte le informazioni e le attività assistenziali della persona, raccolte e/o eseguite dall'infermiere. Viene utilizzata per la redazione di anamnesi, per la definizione degli obiettivi assistenziali, per l'annotazione degli interventi effettuati e per la valutazione dei risultati.
Il nucleo centrale della cartella infermieristica è il piano di assistenza personalizzato.

## Redazione e conservazione
Il responsabile della corretta compilazione e conservazione è il direttore della struttura/unità operativa. Con il passaggio della documentazione clinica all'archivio centrale, la responsabilità della conservazione passa infine al direttore sanitario.